# Osterwieck
Osterwieck es un municipio situado en el distrito de Harz, en el estado federado de Sajonia-Anhalt (Alemania), a una altitud de 53 metros. Su población a finales de 2015 era de unos 11 300 habitantes y su densidad poblacional, 53 hab/km².